# Heterelmis trivialis
Heterelmis trivialis is een keversoort uit de familie beekkevers (Elmidae). De wetenschappelijke naam van de soort werd in 1892 gepubliceerd door Germain.